# Bandiera dell'Alberta
La bandiera dell'Alberta è stata adottata il 1º luglio 1968.
Consiste nello stemma della provincia posto al centro su sfondo blu.
Lo stemma raffigura dall'alto verso il basso: la croce di San Giorgio, il cielo blu, le Montagne Rocciose innevate, le colline verdi, le praterie e i campi di grano.